# Saint-Pierre (La Réunion)
Pour les articles homonymes, voir Saint-Pierre.
Saint-Pierre est une commune française, située dans le département et région de La Réunion dont elle est une sous-préfecture. Elle fait partie depuis 2016 des 60 communes les plus peuplées de France : à cette date, sa population était de 84 169 habitants d'après le recensement de l’Insee, ce qui en fait la troisième commune la plus peuplée de la Réunion après Saint-Denis et Saint-Paul. Dotée d'un centre-ville développé et attractif, Saint-Pierre est souvent considérée comme la deuxième ville de La Réunion après Saint-Denis.
La ville, créée en 1735, présente une large façade maritime qui a été aménagée pour une fréquentation touristique balnéaire et qui abrite un port de 400 emplacements  particulièrement agréable pour les activités de plaisance et de pêche hauturière et traditionnelle. Ville animée, le front de mer et le quartier central sont les lieux de prédilection des restaurants, casino, hôtels, boîtes de nuit et piano bars.
Sa devise latine est Fortis fortuna fortior, soit « La vaillance est plus forte que la fortune ». (C'était aussi la devise de la famille de Villars.)

## Géographie

### Localisation
Les communes limitrophes sont Entre-Deux, Petite-Île, Saint-Joseph, Saint-Louis et Le Tampon.

### Climat
Saint-Pierre bénéficie d'un climat tropical. Les alizés (vents d'est qui soufflent pendant l'hiver austral) sont particulièrement intenses grâce au relief (Saint Pierre étant située au sud-sud-ouest du piton de la Fournaise).
| Mois                              | jan.  | fév.  | mars  | avril | mai   | juin  | jui.  | août  | sep.  | oct.  | nov. | déc.  | année |
| --------------------------------- | ----- | ----- | ----- | ----- | ----- | ----- | ----- | ----- | ----- | ----- | ---- | ----- | ----- |
| Température minimale moyenne (°C) | 22    | 22,1  | 21,4  | 20,3  | 18,7  | 16,8  | 15,8  | 15,7  | 16,4  | 17,4  | 18,9 | 20,8  | 18,8  |
| Température moyenne (°C)          | 26,5  | 26,4  | 25,7  | 24,7  | 23    | 21,1  | 20,2  | 20,3  | 21,2  | 22,3  | 23,7 | 25,4  | 23,3  |
| Température maximale moyenne (°C) | 30,9  | 30,7  | 30    | 29    | 27,2  | 25,4  | 24,5  | 24,8  | 25,9  | 27,1  | 28,5 | 29,9  | 27,8  |
| Ensoleillement (MJ/m²)            | 22,38 | 22,12 | 20,14 | 17,43 | 15,31 | 14,57 | 15,11 | 18,15 | 20,41 | 23,02 | 24,2 | 24,37 | 19,77 |
| Précipitations (mm)               | 119   | 155   | 127   | 106   | 72    | 69    | 72    | 47    | 39    | 29    | 36   | 70    | 940   |

## Urbanisme

### Typologie
Saint-Pierre est une commune urbaine, car elle fait partie des communes denses ou de densité intermédiaire, au sens de la grille communale de densité de l'Insee,,,. Elle appartient à l'unité urbaine de Saint-Pierre, une agglomération intra-départementale regroupant 3 communes et 174 333 habitants en 2022, dont elle est une ville-centre,.
Par ailleurs la commune fait partie de l'aire d'attraction de Saint-Pierre - Le Tampon, dont elle est la commune-centre. Cette aire, qui regroupe 5 communes, est catégorisée dans les aires de 200 000 à moins de 700 000 habitants,.
La commune, bordée par l'océan Indien au sud, est également une commune littorale au sens de la loi du 3 janvier 1986, dite loi littoral. Des dispositions spécifiques d’urbanisme s’y appliquent dès lors afin de préserver les espaces naturels, les sites, les paysages et l’équilibre écologique du littoral, comme le principe d'inconstructibilité, en dehors des espaces urbanisés, sur la bande littorale des 100 mètres, ou plus si le plan local d’urbanisme le prévoit,.

### Logement
Saint-Pierre comptait 28 054 logements en 2003, dont 25 473 résidences principales, soit 90,8 %. Saint-Pierre comptait 6 946 logements sociaux soit 28 % du parc en 2003 ; 70 % de ce parc (4 892 LLS) est représenté par du locatif collectif et 30 % par des produits en accession (1125 en diffus, 929 en groupé). Le segment intermédiaire (en locatif et en accession) est peu représenté, de l'ordre de 2 % (404 logements).

### Quartiers
- Quartier de Basse-Terre.
- Quartier de Bassin Plat.
- Quartier de Bois d'Olives.
- Quartier des Casernes.
- Quartier de centre-ville.
- Quartier de Condé-Concession.
- Quartier de Grands Bois.
- Quartier de la Ligne des Bambous.
- Quartier de la Ligne Paradis.
- Quartier de Mont Vert les Bas et les Hauts.
- Quartier de Pierrefonds.
- Quartier de la Ravine Blanche.
- Quartier de la Ravine des Cabris.
- Quartier de la Ravine des Cafres.
- Quartier de Terre Sainte.

### Voies de communication et transports

#### Aériens
L'aéroport de Saint-Pierre Pierrefonds est situé dans le quartier de Pierrefonds. Il s'agit d'un petit aéroport ouvert au trafic commercial en 1999 et dont le Code AITA est ZSE. Il dispose d'une piste capable d'accueillir des appareils court et moyen courriers (Boeing 737, Airbus A320, ATR-72...).
Il réalise l'essentiel de son trafic avec des destinations de l'océan Indien : Maurice, Mayotte, les Comores, Rodrigues et Madagascar. L'unique piste a été agrandie et élargie en 2006 : elle mesure désormais 2 100 m de longueur sur 45 m de largeur, et est dotée d'un parking gros porteurs.
L'aéroport a fêté ses 10 ans en 2008 avec 135 000 passagers.
En 2013, l’aéroport lance un vaste programme d’agrandissement et de modernisation de ses infrastructures. Le résultat est le doublement de la capacité de traitement de l'aéroport avec la possibilité d'accueillir jusqu'à 1 500 passagers par jour, ainsi que l'agrandissement de la surface de l'aérogare qui est passée de 2 300 m2 à 3 400 m2, avec plus de services et plus de confort.
Le 21 août 2014, le président de la République François Hollande s'est posé sur la piste de l'aéroport de Pierrefonds à bord de l'avion présidentiel, le Dassault Falcon 7X.

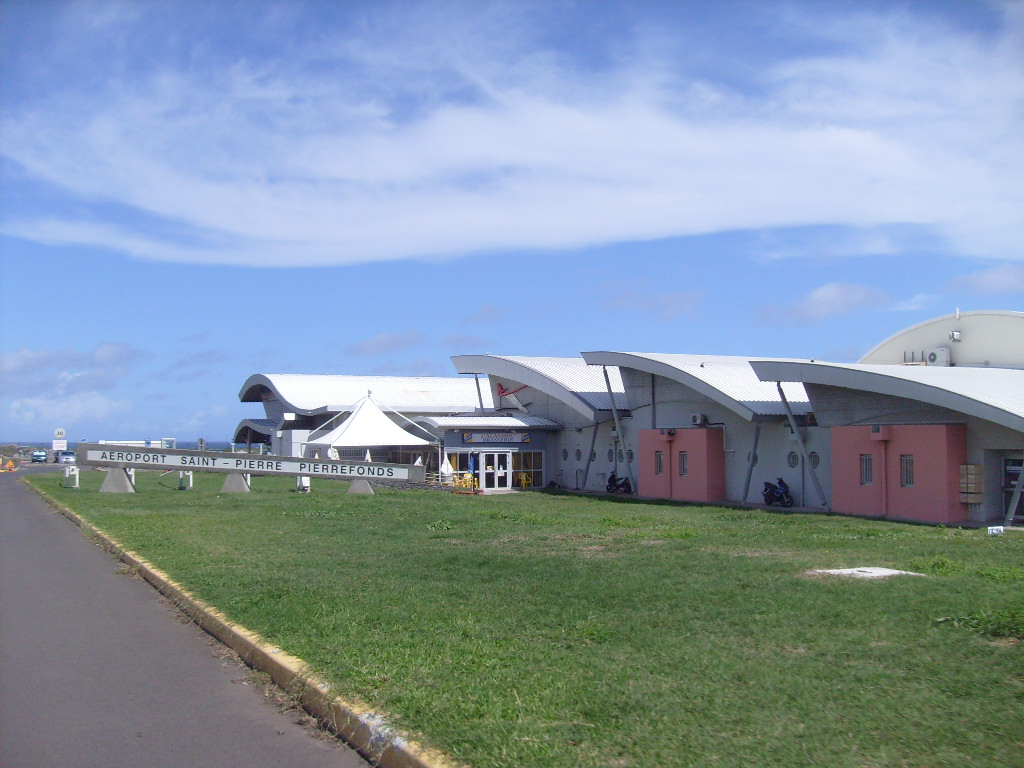
L'aéroport de Pierrefonds à Saint-Pierre.

#### Bus
Le transport collectif urbain est assuré par le réseau Bus fleuri, devenu Alternéo. La ville compte deux gares, une dans la ZAC Bank, appelée « gare jaune », qui dessert les villes de la Réunion, et une autre en centre-ville, qui dessert les quartiers de Saint-Pierre.
D'autres gares devraient voir le jour prochainement grâce à la réalisation d'un Transports collectifs en site propre, une dans la ZAC Pierrefonds aérodrome et une autre dans la Zac Océan Indien à Terre Sainte.

## Histoire

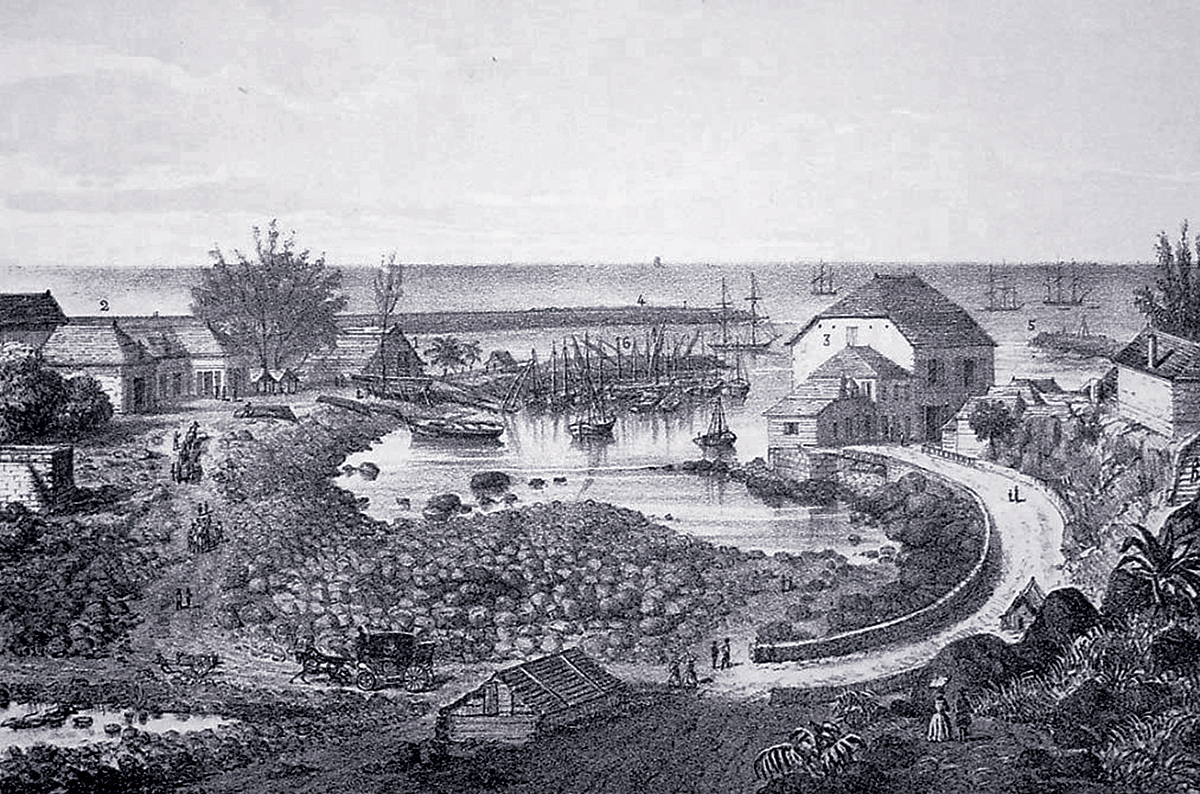
Travaux du port et entrepôt Kerveguen, par Antoine Louis Roussin, 1860.

- 1854 : début des travaux de construction du port.
- 19 juin 1882 : livraison d'une ligne de chemin de fer liant la commune à Saint-Louis.
- La même année : livraison du port après presque 30 ans de travaux.
- 1965 : la ville devient sous-préfecture.

## Politique et administration

### Rattachements administratifs et électoraux
Saint-Pierre est un chef-lieu d'arrondissement et le bureau centralisateur de trois cantons : 
- Saint-Pierre-1 (34 976 hab.)[12] ;
- Saint-Pierre-2 (38 355 hab.)[12] ;
- Saint-Pierre-3 (33 364 hab.)[12].

Avant 2015, la commune comptait quatre cantons :
- Saint-Pierre 1er canton (20 188 hab.)[13] ;
- Saint-Pierre 2e canton (14 751 hab.)[13] ;
- Saint-Pierre 3e canton (19 176 hab.)[13] ;
- Saint-Pierre 4e canton (26 241 hab.)[13].

Pour l’élection des députés, la commune fait partie de la quatrième circonscription de La Réunion.
Par ailleurs, c'est depuis Saint-Pierre que sont administrées les Terres australes et antarctiques françaises et qu'est basé le 2e régiment parachutiste d'infanterie de marine.

### Intercommunalité
Saint-Pierre est au centre d'une communauté d'agglomération, la CIVIS, qui regroupe 5 autres communes : Cilaos, L'Étang-Salé, Petite-Île, Les Avirons et Saint-Louis. Depuis 2001, son président est le maire de la commune, Michel Fontaine.

### Liste des maires
Le 18 septembre 2006, Michel Fontaine, maire de Saint-Pierre, est placé en garde à vue par les policiers de la brigade financière de Saint-Denis dans l’affaire des marchés informatiques truqués de la CIVIS, ce qui ne l'empêche pas d'être réélu en 2008, avec 53,3 % des voix exprimées, 10 % de plus que son rival Élie Hoarau. Il est également réélu le 23 mars 2014 dès le premier tour avec 57,79 % des voix exprimées, ce qui en fait son troisième mandat d'affilée.

### Élections européennes de 2019
Lors des élections européennes de 2019, des bulletins de vote auraient été échangés pour favoriser la liste « Les Républicains » par deux hommes proches de Michel Fontaine.

## Population et société

### Démographie
L'évolution du nombre d'habitants est connue à travers les recensements de la population effectués dans la commune depuis 1961, premier recensement postérieur à la départementalisation de 1946. À partir de 2006, les populations de référence des communes sont publiées annuellement par l'Insee. Le recensement repose désormais sur une collecte d'information annuelle, concernant successivement tous les territoires communaux au cours d'une période de cinq ans. Pour les communes de plus de 10 000 habitants les recensements ont lieu chaque année à la suite d'une enquête par sondage auprès d'un échantillon d'adresses représentant 8 % de leurs logements, contrairement aux autres communes qui ont un recensement réel tous les cinq ans,.

En 2022, la commune comptait 85 254 habitants, en évolution de +1,29 % par rapport à 2016 (La Réunion : +3,33 %, France hors Mayotte : +2,11 %).
| 1961   | 1967   | 1974   | 1982   | 1990   | 1999   | 2006   | 2011   | 2016   |
| ------ | ------ | ------ | ------ | ------ | ------ | ------ | ------ | ------ |
| 33 947 | 40 355 | 46 060 | 50 082 | 58 846 | 68 915 | 74 480 | 80 356 | 84 169 |

| 2021   | 2022   | - | - | - | - | - | - | - |
| ------ | ------ | - | - | - | - | - | - | - |
| 84 077 | 85 254 | - | - | - | - | - | - | - |

### Enseignement
On trouve sur le territoire communal huit collèges :
- le collège public Émilien Adam de Villiers, qui comptait 630 collégiens à la rentrée 2005 ;
- le collège public Paul Hermann ;
- le collège public Henri Matisse ;
- le collège public de La Ravine des Cabris ;
- le collège privé Saint-Charles ;
- le collège public Les Tamarins, qui comptait 708 élèves à la rentrée 2005 ;
- le collège public de Terre Sainte, qui comptait 736 élèves à la rentrée 2005 ;
- le collège public de la Ligne des Bambous, qui a ouvert à la rentrée 2008.

On y trouve par ailleurs quatre lycées :
- le lycée public d'enseignement général, technologique et professionnel de Bois d'Olives, qui comptait 812 élèves à la rentrée 2005 ;
- le lycée privé d'enseignement général et technologique Saint-Charles[20] ;
- le lycée public professionnel François Césaire de Mahy de Saint-Pierre, qui comptait 1 340 élèves à la rentrée 2014 ;
- le lycée public d'enseignement général et technologique Ambroise Vollard.

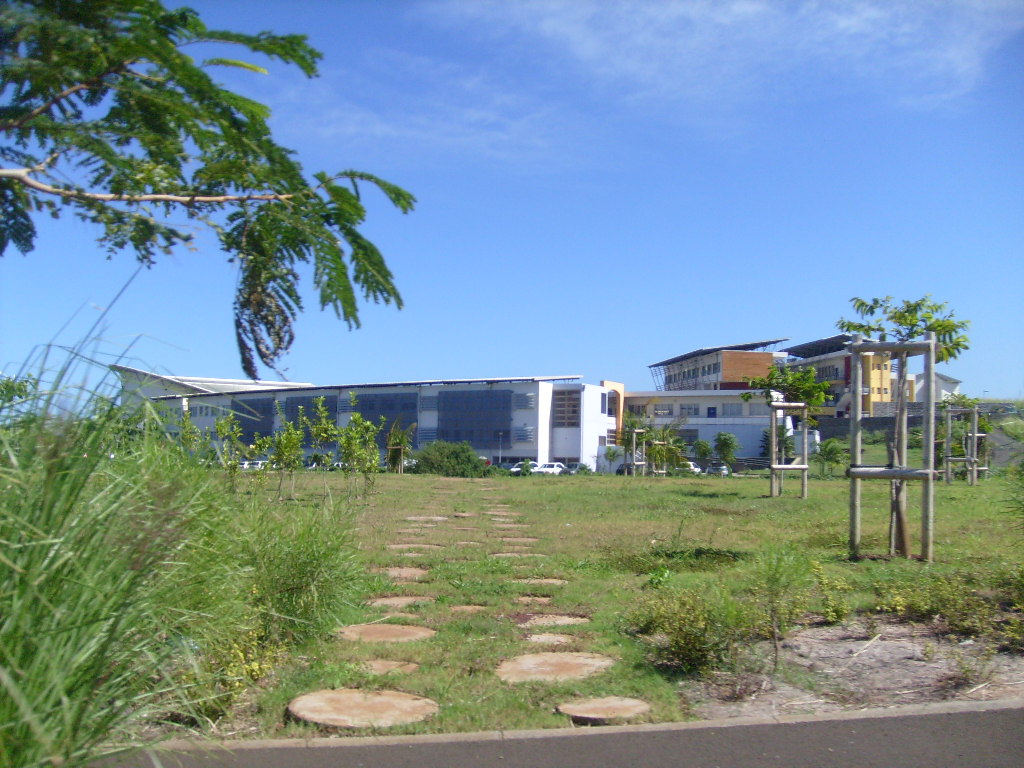
Institut universitaire de technologie de Saint-Pierre.

L'université de La Réunion est présente dans cette ville :
- Laboratoire de Physique et Ingénierie Mathématique pour l’Énergie et l'environnemeNt et le bâtimenT (PIMENT) (Énergies, Énergies Renouvelables, Efficacité Énergétique, Bâtiment)[21] ;
- Institut universitaire professionnel (IUP) : Département Génie civil ;
- Institut universitaire de technologie de Saint-Pierre (IUT) : Département Génie civil ; Département Télécommunications et réseaux ;
- École Supérieure d’Ingénieurs Réunion Océan Indien (ESIROI) du réseau Geipi Polytech ;
- Unité de Formation et de Recherche (UFR) Santé.

### Manifestations culturelles et festivités
- Saint-Pierre accueille en juin sur le front de mer le festival Sakifo depuis 2008, plusieurs artistes locaux, nationaux et internationaux y ont participé dont Lindigo, Keny Arkana, Warfield, -M-, Ziskakan, Oxmo Puccino, Christine Salem, George Clinton, Ayọ, Keziah Jones, Tiken Jah Fakoly, Disiz, Stromae, Youssoupha, Asaf Avidan, Earth, Wind and Fire, Steel Pulse... De 2017 à 2020 se déroulaient en mars et sur le même site les Francofolies de La Réunion.
- Depuis 2013, le départ du Grand Raid a lieu en octobre sur le site de Salahin à la Ravine Blanche, plus de 2 000 participants y prennent part, la course fait d'ailleurs partie des 10 ultra-trails les plus difficiles au monde.
- Le Salon du livre Athéna s'installe au centre-ville et sur les Jardins de la plage tous les 2 ans au mois d'octobre et ce depuis 2013.
- Deux festivals de cinéma se succèdent : Écran jeunes en octobre (25e édition en 2019), Le Festival du film court en novembre.
- Le festival de théâtre Sa m'aim s'y tient depuis 2011.

### Sports
- Le Stade Michel-Volnay, stade principal de la commune, d'une capacité de 8 010 places, où évolue le club de la ville, la Jeunesse Sportive Saint-Pierroise.
- Le gymnase Nelson Mandela, d'une capacité de 1 200 places, qui accueille les matchs de basket-ball et de handball.
- Presque tous les quartiers de la ville sont équipés d'un stade de football, la ville compte aussi 5 complexes sportifs, 1 gymnase polyvalent, 1 base nautique et 2 piscines communales. Une piscine olympique devrait voir le jour dans la ZAC Océan Indien dans le quartier de Terre-Sainte, ainsi que deux nouveaux gymnases à Bois d'Olives et à la Ravine des Cabris.
- Un skatepark à la Ravine Blanche.

### Lieux de culte
- L'église Saint-Pierre-Saint-Paul et son presbytère.
- La chapelle Notre-Dame-de-Lourdes.
- Le temple des Casernes et le temple Narassingua Peroumal pour l'hindouisme.
- La mosquée de Saint-Pierre, ou Attyab oul Massâdjid
- La Mosquée de St Louis, inaugurée le 27 octobre 2002.
- Le Temple Tashi Tcheulang Gawai Tsel. Il s'agit du premier temple bouddhiste tibétain édifié sur l'Île de la Réunion et la zone océan indien. Il est situé à Montvert les Hauts, qui surplombe Saint-Pierre et Le Tampon. Il a été inauguré le 1er septembre 2019[22].

## Économie
La commune compte quatre zones industrielles, une zone artisanale et une zone privée « Fredeline ». Elle héberge la Maison de l'entreprise de la Chambre de commerce et d'industrie de La Réunion. Dans le quartier de Pierrefonds, la commune compte aussi une centrale solaire photovoltaïque de 2,1 MW exploitée par Akuo Energy depuis 2009, couplée avec une exploitation de citronnelle et ouverte au financement participatif en 2017. La commune est aussi dotée d'une centrale électrique de pic  (démarrage rapide pour faire face à une demande ponctuelle-turbine à combustion) de 40 mW dont le carburant utilisé est soit du FOD, soit de l'éthanol. Cette dernière, propriété de la société Albioma Saint Pierre a été construite par Bouygues Énergies et Services et mise en service début 2019. Les entreprises se répartissent par secteur d’activité :
- Agriculture, pêche  14,1 % ;
- Industrie agroalimentaire  2,7 % ;
- Industrie 4,6 % ;
- BTP 8,0 % ;
- Commerce 30,1 % ;
- Activités tertiaires  40,5 %.

En 2012, la ville de Saint-Pierre arrive deuxième au classement des agglomérations de France où la pauvreté est la plus forte après Roubaix, le taux de pauvreté y est de 46 % et le revenu médian des ménages de 631 euros. Les villes du Tampon et de Saint-Paul suivent à la troisième et quatrième places, devant la ville d'Aubervilliers,[source insuffisante].

## Environnement

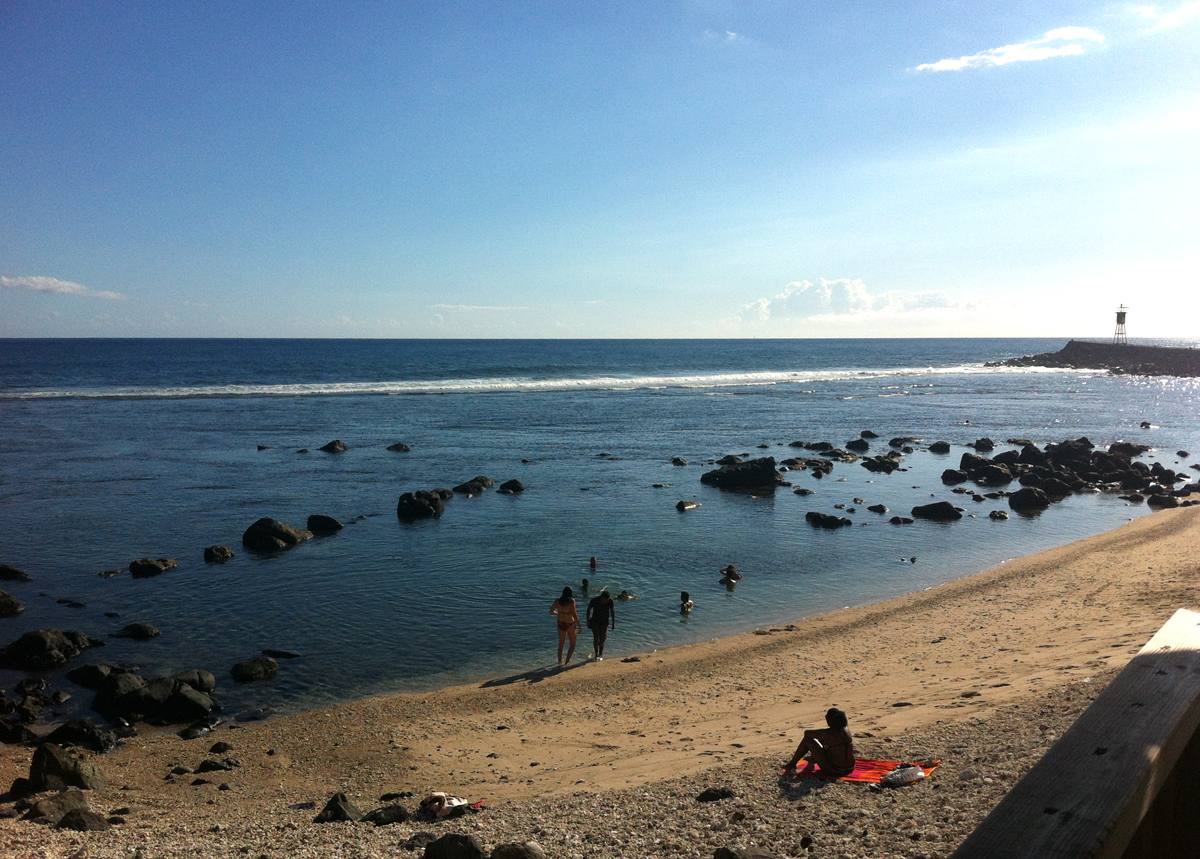
L’extrémité sud du lagon de St Pierre, à « Terre Sainte ».

### Lagon
Saint-Pierre fait partie des quelques villes réunionnaises disposant d'un lagon où la baignade est possible, en l'occurrence parmi les quatre principaux bassins coralliens de l'île. La barrière de corail bloque ainsi les vagues et délimite un platier peu profond où l'eau est calme et chaude, et le rivage bordé de sable blanc. La biodiversité marine y est importante et parfois spectaculaire, et une communauté de plongeurs et photographes sous-marins y est active.
Il existe aussi une plate-forme récifale attenante à ce lagon au lieu-dit « Terre Sainte ».

## Culture locale et patrimoine

### Lieux et monuments
Le pays de Saint-Pierre - Saint-Louis est classé pays d'art et d'histoire. On peut y voir notamment l'église Saint-Pierre-Saint-Paul et son presbytère, la chapelle Notre-Dame-de-Lourdes, le cimetière de Saint-Pierre, le temple des Casernes, le temple Narassingua Peroumal.

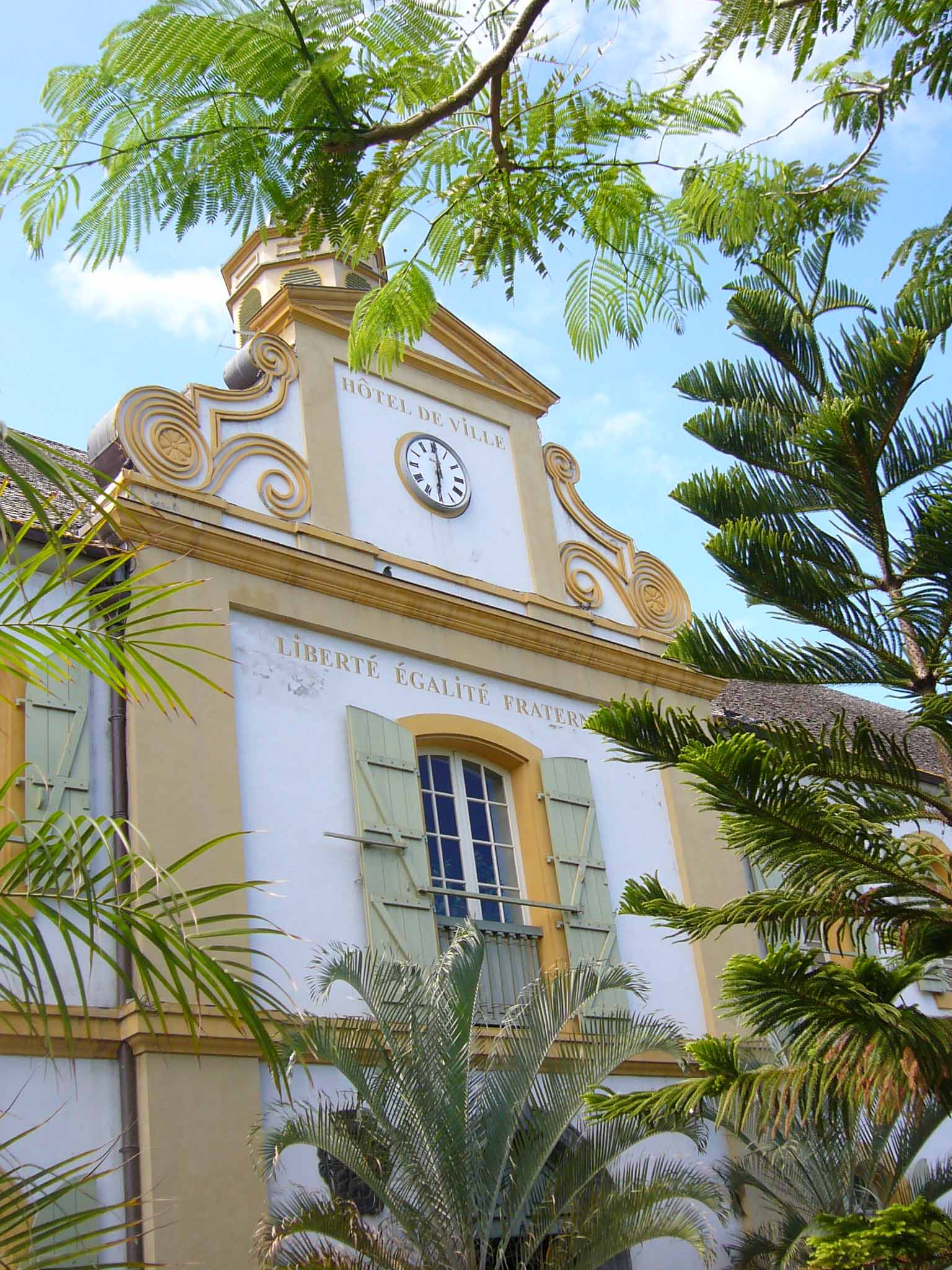
Mairie de Saint-Pierre dans l'ancien bâtiment de la Compagnie des Indes.
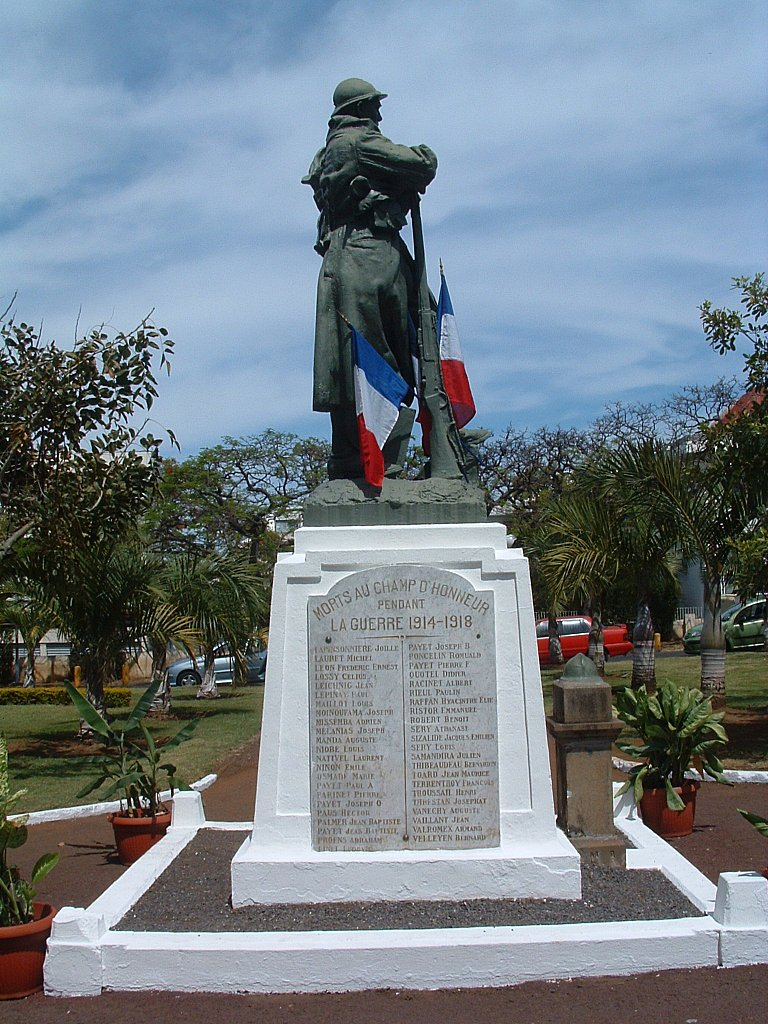
Monument aux morts[26].
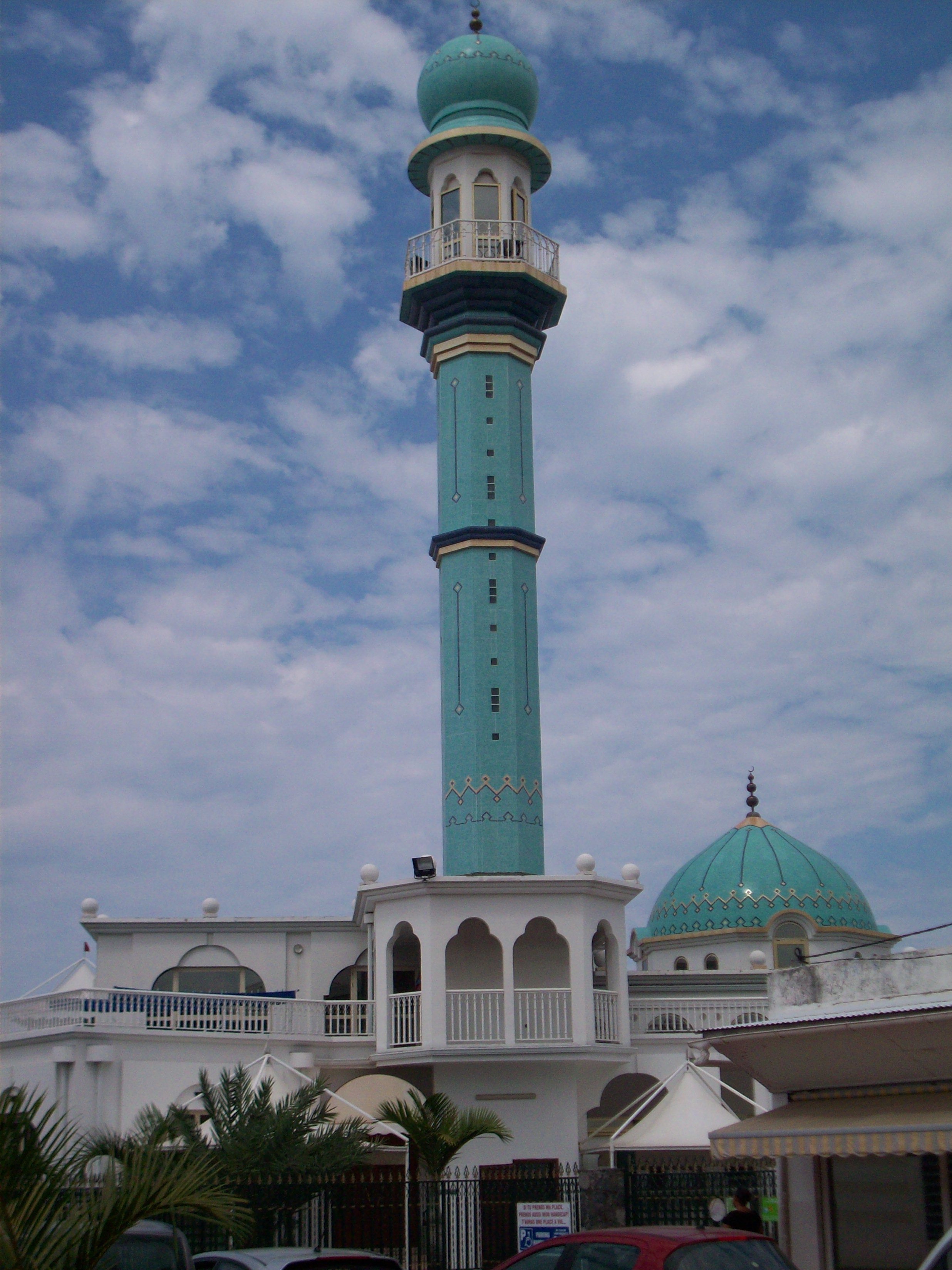
Mosquée de St Louis, inaugurée le 27 octobre 2002.

La ville compte plusieurs bâtiments protégés, voir Liste des monuments historiques de Saint-Pierre (La Réunion).

### Culture
- Un centre d'arts plastiques et visuels va voir le jour à l'emplacement de l'ancien tribunal de première instance de Saint-Pierre, ce sera un lieu de création, d'expérimentation, de recherche et de diffusion confrontant la création régionale, nationale et internationale. Il abritera, dans ses 200 m2 de réserves, la collection de la ville et sera en mesure, dans une optique de mutualisation des moyens, d'héberger d'autres collections publiques de l'île.
- La Capitainerie, avec sa salle d'exposition de grande capacité, abrite la galerie municipale, destinée à la diffusion des œuvres de la collection ainsi qu'à celles des artistes du territoire.
- Une salle de spectacle rénovée, le Kerveguen, pouvant accueillir jusqu'à 700 personnes debout[27], qui a reçu le prix d'architecture de la Réunion en 2018[28].
- Le théâtre Lucet-Langenier.
- Deux cinémas, le Rex et Moulin-à-café.
- La médiathèque Raphaël Barquissau, qui porte le Salon du livre Athéna.

### Personnalités liées à la commune
Les personnalités suivantes sont nées ou ont vécu à Saint-Pierre :
- Jean-Baptiste Lislet Geoffroy (1755-1836), scientifique qui fut membre de l'Académie des sciences ;
- François Césaire de Mahy (1830-1906), homme politique ;
- Alfred Tiphaine (1836-1914), homme politique né à Saint-Pierre, maire de Monnaie, député d'Indre-et-Loire de 1891 à 1906.
- Roland Cadet (1861-1934), général ;
- Gabriel Guist'hau (1863-1931), homme politique, maire de Nantes (1908-1910), puis député et ministre ;
- Ary Leblond (1880-1958), écrivain ;
- Raphaël Barquissau (1888-1961), poète et historien ;
- Raphaël Babet (1894-1957), homme politique qui fut député ;
- Marie Colardeau, née Le Vigoureux de Kermorvan (1907-1996), première avocate de La Réunion, née et décédée à Saint-Pierre ;
- Huguette Bello (1950), femme politique ;
- Michel Houellebecq (1956), écrivain ;
- Patrick Singaïny (1969), écrivain et essayiste ;
- Jackson Richardson (1969), double champion du monde avec l'équipe de France de handball ;
- Meddy Gerville (1974), pianiste de jazz ;
- Didier Agathe (1975), footballeur français ;
- Florent Sinama-Pongolle (1984), footballeur français ;
- Valérie Bègue (1985), Miss France 2008 ;
- Thierry Gauliris (1965), leader du groupe Baster ;
- Gilbert Pounia (1953), leader du groupe Ziskakan, né dans le quartier de Grands Bois ;
- Yves-Matthieu Dafreville (1982), judoka français, 5e aux Jeux olympiques de Pékin.
- Dimitri Payet (1987), footballeur français, membre de l'équipe de France.

Autres personnalités liées à Saint-Pierre :
- Thierry Lincou (1976), champion du monde de squash ;
- Sitarane, bandit et criminel ;
- Willy Blain (1978), boxeur professionnel (en boxe anglaise) ;
- Cheikh El Hasnaoui (1910-2002), chanteur et musicien algérien (kabyle) qui y décéda.

### Héraldique
| Blason de Saint-Pierre | Les armes de Saint-Pierre se blasonnent ainsi : Trois clefs d'or sur fond de gueules. La partie inférieure ornée d'une caravelle blanche, symbole du tricentenaire du peuplement de l'île en 1665 et la création du port de Saint-Pierre, premier pont de l'île, sur fond d'azur. |

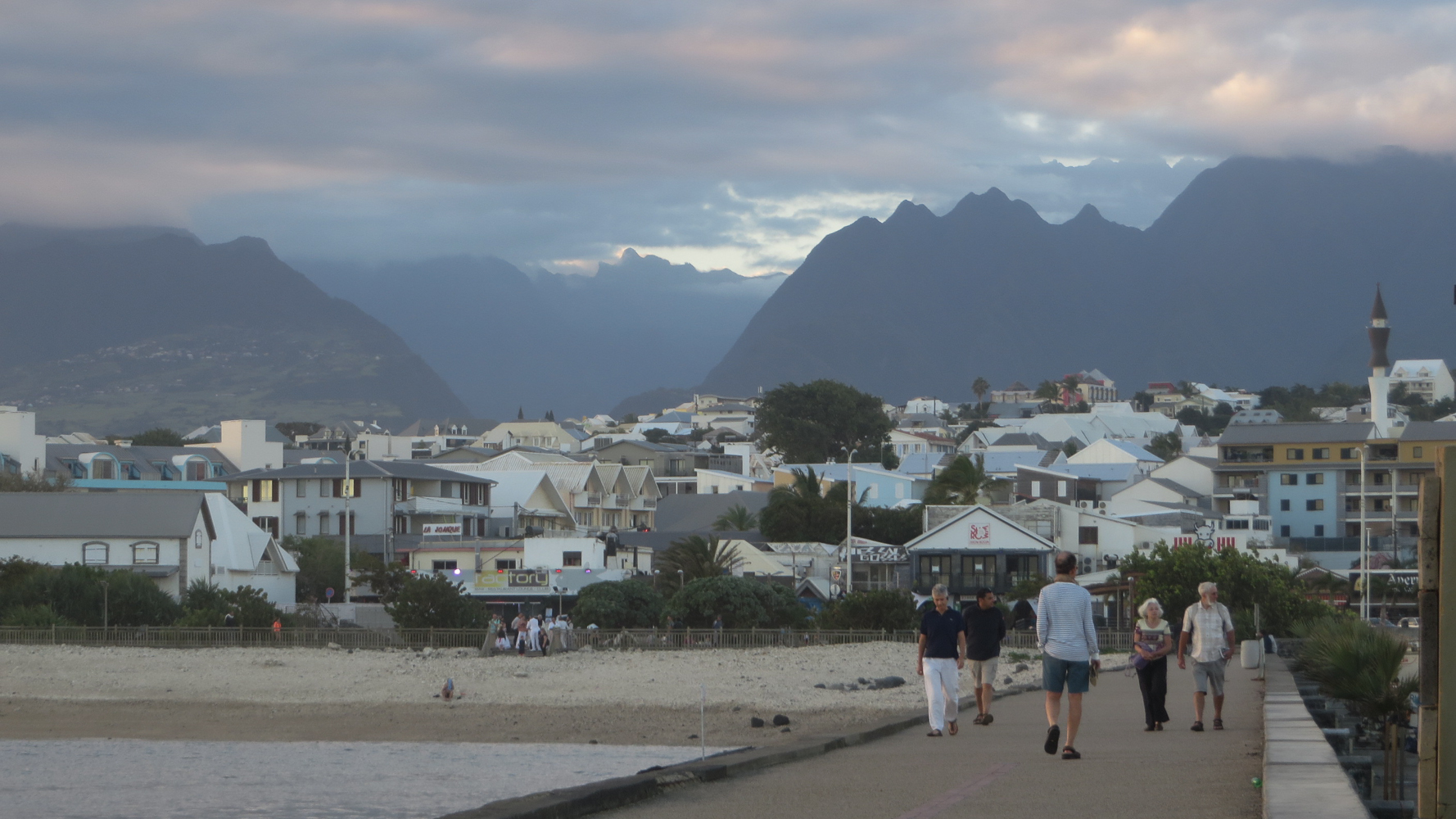
Ville de Saint-Pierre au soir.
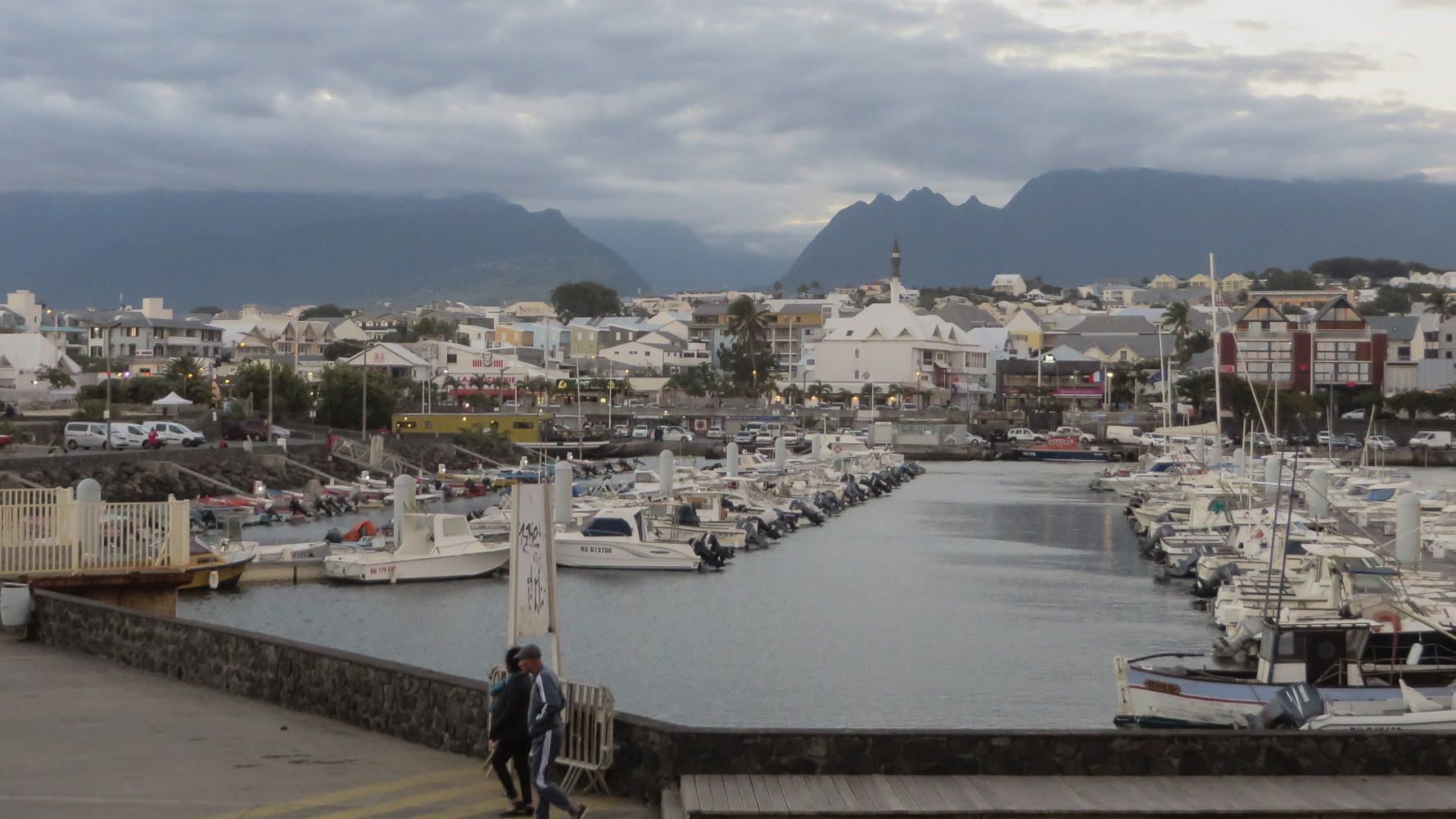
Port de Saint-Pierre.
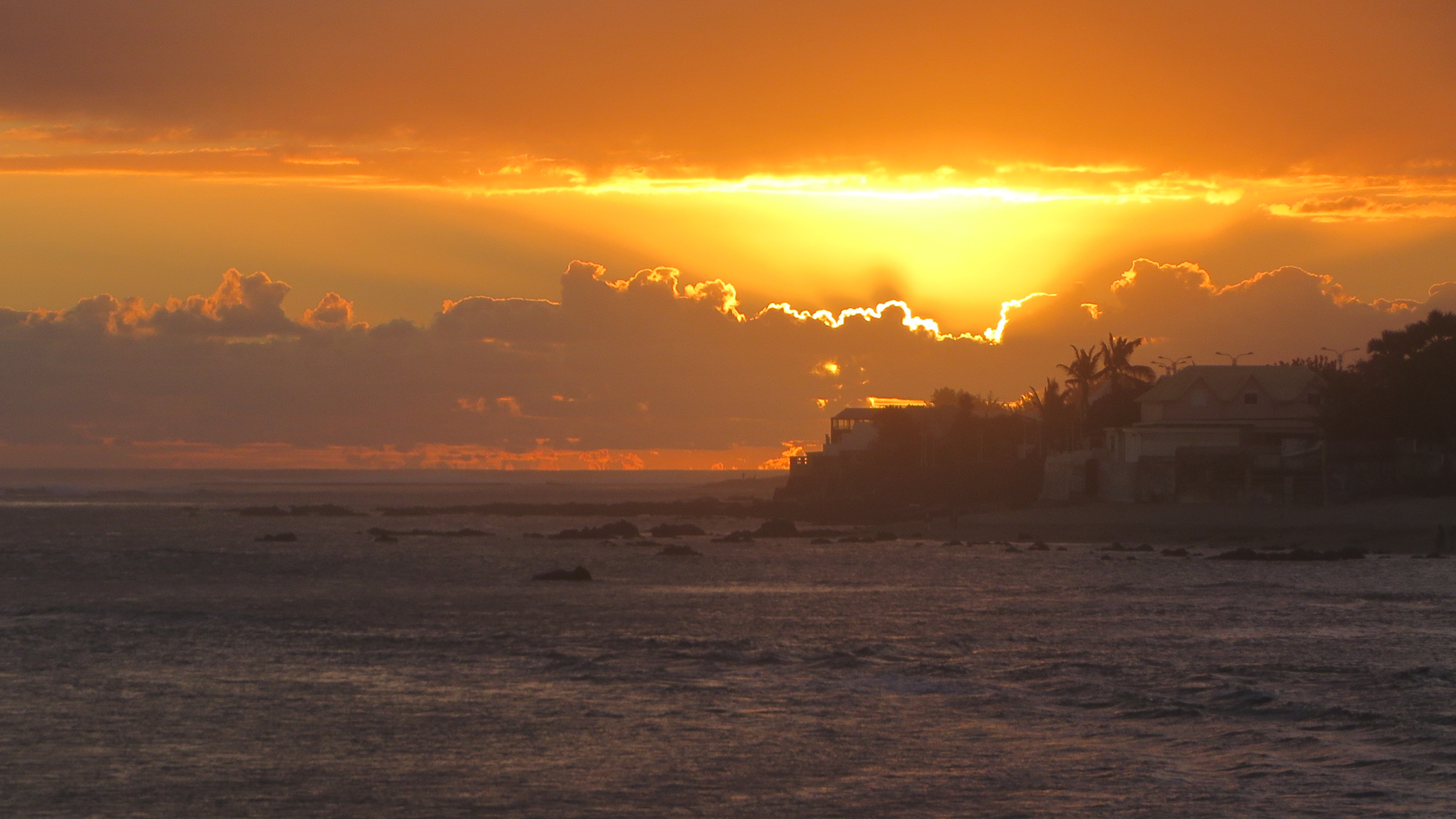
Coucher du soleil à Saint-Pierre.